# Stade de Zinder
Stade de Zinder – wieloużytkowy stadion znajdujący się w mieście Zinder, w Nigrze. Na tym stadionie swoje mecze rozgrywa drużyna piłkarska Espoir FC. Stadion może pomieścić 10 000 osób.